# Puerto Corinto
El Puerto de Corinto es el principal puerto marítimo comercial de Nicaragua, ubicado en la ciudad de Corinto, en el departamento de Chinandega. Forma parte clave de la infraestructura portuaria nacional, siendo operado por la Empresa Portuaria Nacional (EPN).

## Descripción
Puerto Corinto se ubica en una isla natural conectada al continente mediante puentes y tiene un puerto natural protegido por la península de Punta Icaco. Es el principal punto de entrada y salida de mercancías del país, gestionando aproximadamente el 70 % del comercio marítimo nacional.

## Operaciones e infraestructura
En 2021 recibió cerca de 493 buques y gestiona aproximadamente 1,6 millones de toneladas de carga y 7 000 TEU al año.  
Cuenta con cuatro muelles que permiten atender hasta tres buques simultáneamente, además de un muelle especializado para carga líquida.

## Proyecto de modernización
Con el respaldo del Banco Centroamericano de Integración Económica (BCIE), se ejecuta un proyecto de modernización valorado en aproximadamente US $184 millones. Las obras incluyen dragado del canal de acceso, nuevas plataformas, expansión de muelles, construcción del Centro Logístico San Isidro y terminal de cruceros, con finalización estimada en 2025.

## Seguridad y certificaciones
El puerto está certificado como “Puerto Seguro” desde junio de 2004 y cumple con los estándares de seguridad establecidos por la Organización Marítima Internacional (OMI), supervisado por la Dirección General de Transporte Acuático (DGTA).